# Magic Knight Rayearth
Magic Knight Rayearth (japanisch 魔法騎士レイアース, Majikku Naito Reiāsu, „Magische(r) Ritter Rayearth“) ist ein sechsbändiger Magical-Girl-Manga der Zeichnergruppe CLAMP. Er erschien von 1993 bis 1996 im Manga-Magazin Nakayoshi in zwei Teilen. Nach dieser Vorlage wurden eine 49 Folgen lange Anime-Serie und eine dreiteilige OVA produziert. Außerdem entstanden MKR-Videospiele für die Konsolen Super Nintendo Entertainment System, Game Boy, Sega Saturn und Game Gear. In Deutschland wird der Manga von Carlsen Comics publiziert; vom Anime wurde nur die OVA ins Deutsche übersetzt.

## Handlung
Magic Knight Rayearth ist in zwei aufeinander folgende Handlungsstränge aufgeteilt; die Trennung erfolgt zwischen Band 3 und 4 (im Anime zwischen Folge 20 und 21).

### Teil 1
Die drei 14-jährigen Schülerinnen Hikaru, Umi und Fuu werden während eines Klassenausflugs auf den Tokyo Tower in eine Parallelwelt namens Cephiro gezogen. Dort erfahren sie, dass es ihr Schicksal ist, die legendären Mashin zu erwecken und zu Magic Knights zu werden, um die gefangene Prinzessin Emeraude zu befreien und so Cephiro zu retten. Andernfalls können sie nicht in ihre Welt zurückkehren. Zu diesem Zweck werden ihnen magische Kräfte verliehen. Ihr Gegenspieler ist der düstere Priester Zagato, dessen Motive vorerst im Dunkeln bleiben. Begleitet von Mokona, einem Hasen-artigen Fabelwesen, kämpfen sie gegen Zagatos Diener. Durch ihre Freundschaft und die Kraft ihrer Herzen überwinden sie alle Hindernisse – denn in der Welt Cephiro entscheidet die Stärke des Herzens. Schließlich finden sie die Prinzessin und müssen erfahren, dass Zagato und Emeraude ein Liebespaar sind. Der Priester wollte Emeraude von ihrem Schicksal als Pfeiler befreien, das ihr auferlegt, mit der Kraft ihres Herzens Cephiro zu erhalten und alle persönlichen Wünsche zu unterdrücken. Letztendlich müssen die Magic Knights beide töten und kehren entsetzt in ihre Welt zurück.

### Teil 2
Hikaru, Umi und Fuu sind zutiefst unglücklich mit dem Ausgang ihres Abenteuers und wünschen sich, noch einmal zurückkehren zu können. Ihr Wunsch geht unversehens in Erfüllung und die drei treffen auf alte Freunde, ehemalige Gegner und eine neue Bedrohung, denn Invasoren aus drei anderen Welten namens Othsam, Chizetha und Faleng versuchen, der neue Pfeiler zu werden und damit Cephiro zu erobern. Es beginnt ein Wettstreit, in dem alle Parteien versuchen, den Weg zum Pfeiler zu finden. Letztendlich wird Hikaru der Pfeiler und beschließt, dieses System abzuschaffen, damit sich eine Tragödie wie die von Prinzessin Emeraude nicht wiederholt.
Obwohl sie noch unglücklich wegen Emeraude sind, mussten sie es tun.

## Charaktere

### Die Magic Knights
- Hikaru Shido (獅堂光, Shidō Hikaru) – Die kleine Hikaru ist temperamentvoll und die Einzige der drei, die sich mit Begeisterung auf ihre Magic-Knight-Aufgabe stürzt. Sie erhält als erste ihre Zauberkräfte, sie verwendet Feuermagie. Da ihre Eltern ein Kendō-Dōjō betreiben, ist Hikaru eine geübte Schwertkämpferin. Ihr Name bedeutet „Licht/Leuchten des Löwenschreins“.

- Umi Ryuzaki (龍咲海, Ryūzaki Umi) – Die elegante Umi ist die einzige Tochter reicher Eltern. Zu Beginn macht sie einen etwas versnobten Eindruck, was sich aber später als falsch herausstellt. Sie ist hitzköpfig und streitet sich ständig mit Mokona. Als Fechterin besitzt auch Umi bereits Kenntnisse im Umgang mit Waffen. Zudem benutzt sie Wasserzauber. Ihr Name bedeutet „Meer der Drachenblüten“.

- Fuu Hooji (鳳凰寺風 Hōōji Fū) – Fuu ist die Vernünftigste der drei, sie ist klug und besonnen. Ihre Spezialwaffe ist der Bogen, da sie Kyūdō betreibt. Fuu verwendet Windzauber; im Gegensatz zu ihren Freundinnen besitzt sie nicht nur offensive Magie, sondern auch Heil- und Verteidigungszauber. Ihr Name bedeutet „Wind des Phönixtempels“. Sie verliebt sich in Prinzessin Emeraudes Bruder, Felio.

### Gegner
- Zagato – Der Soru-Priester oder auch Hohepriester von Cephiro ist ein mächtiger Zauberer und ein früherer Lehrling Guru Clefs. Er wollte Emeraude aus Liebe und gegen ihren Willen von ihrem Dasein als Pfeiler befreien. Dass er seine Welt dadurch dem Untergang preisgab, war ihm egal.

- Alcione – Die Zaubermeisterin war einst ein Lehrling Guru Clefs und zum Schutz Emeraudes eingeteilt. Mittlerweile dient sie Zagato, weil sie ihn liebt. Doch beruht die Liebe nicht auf Gegenseitigkeit. Sie ist die erste Gegnerin der Magic Knights, unterschätzt die Kinder aber und wird von Hikaru mit einem Feuerpfeil getroffen. Als sie sich schwer verletzt zu ihrem Geliebten zurückschleppt, wendet dieser sich von ihr ab und überlässt sie ihrem Schicksal. Im Anime stirbt Alcione dabei nicht, sondern hat in Teil 2 noch einen Auftritt als Dienerin Debonairs.

- Ascott – Der Beschwörer. Er sieht selbst noch aus wie ein Kind, besitzt aber die Fähigkeit, Monster zu beschwören. Diese bezeichnet er als seine Freunde und sie sind ihm sehr wichtig. Da alle diese Monster als böse bezeichnen und keiner verstehen will, dass sie eigentlich ganz lieb sind, verzweifelt Ascott. Daraufhin schließt er einen Handel mit Zagato, der ihm verspricht, dass seinen Monstern nichts mehr passieren wird und er immer mit ihnen spielen darf. Also greift er die Magic Knights an, doch Umi schlägt seine Monster zurück und weist ihn zurecht. Sie macht ihm klar, dass er seine „Freunde“ ins Unglück stürzt und sie sehen kann wie lieb seine Monster sind. Das beeindruckt den kleinen Ascott sehr und er möchte ganz schnell groß werden. Infolgedessen ist Ascott im zweiten Teil in Umi verliebt, was diese aber nie bemerkt.

- Eagle Vision – Eagle ist Offizier der Armee von Othsam und Kommandant des Schlachtschiffs NSX. Er ist nach Cephiro unterwegs, um Pfeiler zu werden – mutmaßlich, um ein Mittel gegen die fortschreitende Umweltverschmutzung auf seiner hoch technisierten Heimatwelt zu finden. Eagle kennt die Pflichten des Pfeilers, aber er ist todkrank und schreckt deswegen nicht davor zurück. Im Kampf steigt Eagle in seinen Kampfroboter „FTO“. Seine engsten Vertrauten sind sein erster Offizier Geo Metro und der junge Mechaniker Zazu Tork. Eagles enge Beziehung zu Lantis (und Geo) wird manchmal als homosexuell interpretiert, was jedoch von offiziellen Quellen in keiner Weise gestützt wird, da sowohl er als auch Lantis besondere Gefühle für Hikaru hegen.

- Asuka – Die Kronprinzessin von Faleng ist noch ein Kind, besitzt aber beträchtliche magische Fähigkeiten. Sie will Pfeiler Cephiros werden, obwohl sie nicht weiß, worin dessen Pflichten bestehen. Ihr zur Seite stehen ihr Freund San Yun und ihr alter Erzieher Chan Anh.

- Tahta und Tatra – Die beiden Schwestern sind Prinzessinnen von Chizetha. Tahta ist ein Hitzkopf und fest entschlossen, mit allen Mitteln Pfeiler Cephiros zu werden, um ihr Land zu vergrößern. Ihre ältere Schwester Tatra ist sehr viel gelassener und macht manchmal einen kindlich-naiven Eindruck, besitzt aber auch eine ernsthafte und weise Seite. Im Kampf bedienen sich die beiden der Unterstützung von zwei Dschinnen, Rakuun und Rashiin.

### Weitere
- Guru Clef – Der kleinwüchsige aber jahrhundertealte Clef ist der größte Zaubermeister Cephiros, doch selbst er kann die Welt nicht retten. Er empfängt die drei Mädchen bei ihrer Ankunft, erklärt ihnen die Situation und verleiht ihnen ihre ersten Zauberkräfte.

- Presea – Ist die ranghöchste Faru-Schmiede-Meisterin. Sie stellt die persönlichen Waffen der Magic Knights her aus dem legendären Mineral Escudo

- Mokona – Mokona ähnelt einem großen weißen Hasen mit einem roten Edelstein auf der Stirn. Mokona kann nur ein Wort sprechen: „Puu!“ – dafür allerdings besitzt das Wesen eine ganze Reihe von Kräften, die den Magic Knights auf ihrer Reise enorm nutzen. Es stellt sich heraus, dass Mokona der Schöpfer Cephiros ist.

- Felio – Ein junger Mann mit einem großen Schwert, der plötzlich auftaucht und den Magic Knights eine Zeit lang hilft. Später stellt sich heraus, dass er der Bruder von Emeraude und Prinz Cephiros ist. Er verliebt sich in Fuu, und im zweiten Teil werden die beiden mehr oder weniger offiziell ein Paar.

- Die Mashin oder auch böse Geister – Mashin (魔神) bedeutet „magischer Gott“. Es handelt sich bei ihnen um sehr mächtige Wesenheiten, die sich in riesige Roboter verwandeln und dann von anderen Personen als überdimensionale Kampfanzüge benutzt werden können. Sie besitzen ein Bewusstsein und können mit ihren Trägern kommunizieren. Jeder Magic Knight bekommt im Laufe des ersten Teils seinen Mashin: Hikaru erhält Rayearth, dessen wahre Gestalt ein riesiger flammender Löwe ist, Umi den Drachen Ceres und Fuu den Riesenvogel Windom. Auch andere mächtige Personen in Cephiro besitzen Mashin.

- Kardina – Sie ist eine professionelle Tänzerin und Laru-Hexenmeisterin aus dem Land Chizetha, die sich durch verschiedene Aufträge Geld verdient, so traf sie auch auf Zagato. Ihre Art ist unbeschwert und eigentlich will sie keinem etwas Böses. Bei Zagato lernt sie auch Rafalgar kennen, mit dem sie später eine Liaison unterhält.

- Rafalgar – Er ist der stärkste Daru-Schwertkampfmeister und die persönliche Leibgarde Emeraudes. Er wurde von Zagato mit einem Zauber belegt. Später ist er mit Kardina liiert.

- Lantis – Der geheimnisvolle und stille Lantis ist Zagatos jüngerer Bruder und der beste Kairu-Zauberritter von Cephiro. Bevor er nach Othsam ging, war er Kommandeur von Prinzessin Emeraudes Leibgarde. Er hatte ein enges Verhältnis zu seinem Bruder und unterhält eine besondere Freundschaft zu Eagle Vision. Er ist sehr von Hikaru angetan und verliebt sich auch in sie. Um ihn herum schwirrt immer eine kleine Fee oder Elfe mit dem Namen Primera, die auch sehr in ihn verliebt ist.

## Entstehung und Veröffentlichung
Der Manga entstand auf Initiative eines Redakteurs des Magazins Nakayoshi, der eine Serie für Mädchen über 12 Jahren suchte, da diese das Heft nicht mehr kaufen. Um das Magazin für diese etwas ältere Zielgruppe attraktiver zu machen, wendete sich der Redakteur an Clamp, die zu diesem Zeitpunkt bereits für die Serien RG Veda und Tokyo Babylon bekannt waren. Die Namen vieler Figuren entliehen die Zeichnerinnen japanischen aber auch internationalen Automarken, da sich diese von den Lesern leichter merken lassen. Der Manga ist in einem detailreichen und filigranen Zeichenstil gehalten.
Der Manga startete im Manga-Magazin Nakayoshi im November 1993. Im Februar 1995 wurde der erste Teil abgeschlossen. Von März 1995 bis April 1996 folgte dann die Fortsetzung unter dem Titel Magic Knight Rayearth II. Der Verlag Kodansha brachte die Kapitel später zusammengefasst in sechs Sammelbänden heraus. Eine deutsche Fassung erschien von Juli bis Dezember 1999 bei Carlsen Comics in einer Übersetzung von Antje Bockel. Im November 2009 und April 2010 wurde die Reihe in zwei 600-seitigen Sammelbänden bei Carlsen erneut veröffentlicht. Tokyopop brachte den Manga in Nordamerika heraus, Pika Édition in Frankreich und Planeta DeAgostini in Spanien. Es existieren auch Übersetzungen ins Schwedische, Portugiesische und Italienische.
1995 und 1996 erschienen in Japan zwei Artbooks zum Manga, die im September 2001 auch auf Deutsch veröffentlicht wurden.

## Adaptionen

### Anime
1994 produzierte das Studio Tokyo Movie Shinsha unter der Regie von Toshihiro Hirano eine 49-teilige Anime-Fernsehserie in zwei Staffeln sowie ein Fernseh-Special. Das Charakterdesign entwarf Atsuko Ishida, das Mecha-Design stammt von Masahiro Yamane und die künstlerische Leitung übernahm Tsutomu Ishigaki. Für die Kameraführung war Takashi Nomura verantwortlich und für die Tonregie Yasuo Urakami. Die von Keiko Maruo für die erste und von Nanase Ohkawa für die zweite Staffel geschriebene Handlung der Serie weicht an einigen Stellen von der des Mangas ab. Das lag zum einen an der teilweise parallelen Produktion von Anime und Manga, wodurch nicht alles aufeinander abgestimmt war, und zum anderen durften einige Szenen auf Wunsch der Produzenten im Fernsehen nicht gezeigt werden, sodass Anpassungen nötig waren. Die Serie wurde vom 17. Oktober 1994 bis zum 27. November 1995 von japanischen Sender Yomiuri TV ausgestrahlt. Der Anime wurde unter anderem ins Englische, Spanische, Französische und Italienische übersetzt.
1997 folgte der Serie eine Original Video Animation mit dem Titel Rayearth, die aus drei Folgen zu je 45 Minuten besteht. Bei der Produktion führten Keitaro Motonaga und Toshiki Hirano Regie, Das Charakterdesign entwarf Megumi Kadonosono, das Mecha-Design Naoyuki Konno und übrige Designs Akihiro Hirasawa. Die künstlerische Leitung lag bei Masaru Satō und die Tonregie bei Katsuyoshi Kobayashi und Yasuo Urakami. Die von Manabu Nakamura geschriebene Handlung basiert nicht auf dem Manga, und auch die Charaktere haben teilweise andere Rollen. Hier reisen nicht die Mädchen nach Cephiro, sondern die Cephiroaner kommen zur Erde – die meisten mit feindlichen Absichten. Auch diesmal werden Hikaru, Umi und Fuu zu Magic Knights und retten die Welt. Die OVA wurde ebenso in mehrere Sprachen übersetzt und erschien bei Anime Virtual auch auf Deutsch.

#### Synchronisation
| Rolle               | japanischer Sprecher (Seiyū) |
| ------------------- | ---------------------------- |
| Hikaru              | Hekiru Shiina                |
| Umi                 | Konami Yoshida               |
| Fuu                 | Hiroko Kasahara              |
| Rayearth            | Hideyuki Tanaka              |
| Ceres               | Akio Ōtsuka                  |
| Windom              | Teppei Genda                 |
| Prinzessin Emeraude | Megumi Ogata                 |
| Zagato              | Jūrōta Kosugi                |
| Clef                | Nozomu Sasaki                |
| Presea              | Emi Shinohara                |

| Rolle        | japanischer Sprecher |
| ------------ | -------------------- |
| Mokona       | Yuri Shiratori       |
| Alcyone      | Yuri Amano           |
| Ascott       | Minami Takayama      |
| Kardina      | Yuko Nagashima       |
| Rafalgar     | Yukitada Kishino     |
| Innova       | Ryōtarō Okiayu       |
| Lantis       | Jūrōta Kosugi        |
| Primera      | Yuri Shiratori       |
| Eagle Vision | Megumi Ogata         |
| Geo Metro    | Kiyoyuki Yanada      |

| Rolle     | japanischer Sprecher |
| --------- | -------------------- |
| Zazu Tork | Jun’ichi Kanemaru    |
| Asuka     | Chinami Nishimura    |
| Tatra     | Kikuko Inoue         |
| Tahta     | Aya Hisakawa         |
| Nova      | Miki Itō             |
| Debonair  | Junko Takahata       |

#### Musik
Die Musik der Fernseh-Serie komponierte Hayato Matsuo. Die Vorspannlieder sind Yuzurenai Negai (ゆずれない願い) von Naomi Tamura, Kirai ni Narenai (キライになれない) von Ayumi Nakamura und Hikari to Kage o Dakishimeta mama (光と影を抱きしめたまま) von Naomi Tamura. Für die Abspanne verwendete man die Lieder Asue no Yūki (明日への勇気) von Keiko Yoshinari, Lullaby – Yasashiku Dakasete (ら・ら・ば・い～優しく抱かせて～) von Minako Honda und Itsuka Kagayaku (いつか輝く) von Keiko Yoshinari.
Die Musik der OVA komponierte Toshihiko Sahashi, der Abspann All you need is love stammt von Naomi Tamura.

### Videospiel
Zur Fernsehserie erschien ein Rollenspiel für den Sega Saturn und das Super NES. Ersteres wurde für eine Veröffentlichung in den Vereinigten Staaten lokalisiert – der letzte SEGA-Saturn-Titel der in Nordamerika erschien. Außerdem kam ein Spiel für Sega Pico, zwei für Game Boy und zwei für Sega Game Gear in den Handel.

### Merchandise
Zur Serie erschienen in Japan unter anderem Puppen, Briefpapier, Modelle, Kostüme, Uhren und anderes. Außerdem wurden drei Artbooks zum Manga, vier Skriptsammlungen und zwei Animealben zur Fernsehserie sowie mehrere Soundtracks veröffentlicht.

## Erfolg und Rezeption
Laut Aussage eines Redakteurs des Magazins Nakayoshi brachte Magic Knight Rayearth einen starken Anstieg der Verkaufszahlen und war ein großer Erfolg. Laut dem dortigen Verlag Dark Horse Comics wurde auch die amerikanische Ausgabe mit insgesamt 200.000 Verkäufen zum Erfolg.
In seiner Kritik würdigt Mason Templar, dass die Geschichte zu ihrer Zeit mit der Mischung aus Fantasy-Rollenspielelementen, Humor und Shōjo-Manga frischen Wind in die Genres gebracht habe. Doch sei die Serie nicht gut gealtert, viele Ideen seien inzwischen in vielen anderen Geschichten wiederverwendet worden und die Klischees wirkten inzwischen abgenutzt. Während manche Elemente positiv hervorstechen, insbesondere Hikaru und die prachtvollen Zeichnungen, würden andere Charaktere vernachlässigt und manche Actionszenen seien verwirrend. So sei der Manga zwar solide, aber kein Klassiker. Laut der Fachzeitschrift AnimaniA konnte der Manga durch die Mischung aus Magical Girl, Action und Abenteuer nicht nur Mädchen, sondern auch viele Jungen für sich begeistern. Die Qualität der Fernsehserie sei für ihre Zeit sehr gut, auch wenn sie den Zeichnungen von Clamp nicht gerecht werde. Die Handlung von Magic Knight Rayearth sei verglichen mit anderen Werken der Zeichner recht einfach gehalten. Die Geschichte sei aber voller überraschender Wendungen, tiefgründig und humorvoll. Die OVA sei „grafisch brillant“, Animation und Charakter-Designs seien „astrein“. Doch die humorvollen Auflockerungen der Fernsehserie fielen hier weg und die Handlung ist in eine düstere Atmosphäre eingebettet. Malindy Hetfeld von Splashcomics bezeichnet die Hauptfiguren des Mangas als „süß und sympathisch“, jedoch seien die Charaktere nicht sehr ausgeprägt und wenig überzeugend.